# Allsvenskan i innebandy för herrar
Allsvenskan i innebandy för herrar är sedan säsongen 2010/11 den näst högsta nivån inom svensk herrinnebandy. Den tidigare nivån var division 1. Allsvenskan är sedan säsongen 2024/25 en nationell serie som består av 12 lag från hela Sverige. Uppflyttning till Svenska superligan och nedflyttning till division 1. 
Innan sammanslagningen av den norra och den södra Allsvenskan så bestod den av 24 lag uppdelade i två olika serier, en norrserie och en söderserie. Anledningen till sammanslagningen till en serie var att öka konkurrensen och främja de klubbar som jobbar långsiktigt. 
Lagen flyttas upp till Svenska superligan och flyttas ned till division 1. Säsongerna 2010/11 till 2012/13 flyttades det främsta laget i varje division upp, medan de tre sämsta i varje division flyttades ner. Från säsongen 2013/14 infördes en form av slutspel där de fyra främsta i varje serie spelar playoff och där vinnaren av playoff-spelet i varje division flyttas upp en division. 
Från och med säsongen 2024/25 möts de två främsta lagen från seriespelet i en kvalfinal. Vinnaren där går till SSL och förloraren ställs mot vinnaren från ett slutspel där plats 3-6 i serien möter varandra. Vinnaren i den serien avancerar till SSL. 

## Säsongen 2024/25
| Lag                | Ort       | Län                  | Arena                 | kapacitet |
| ------------------ | --------- | -------------------- | --------------------- | --------- |
| Hagunda IF         | Uppsala   | Uppland län          | IFU Arena             | 2 880     |
| Hässelby SK IBK    | Hässelby  | Stockholm län        | Hässelbyhallen        | ca 200    |
| IK Sirius IBK      | Uppsala   | Uppland län          | IFU Arena             | 2 880     |
| Karlstad IBF       | Karlstad  | Värmland län         | AllOffice Arena       | 500       |
| Skälby IBK         | Västerås  | Västmanlands län     | Mälarenergi Arena     | 1 200     |
| Sundsvall FBC      | Sundsvall | Västernorrlands län  | Sundsvalls Sporthall  | 2 500     |
| Visby IBK          | Visby     | Gotlands län         | ICA Maxi Arena        | 1 500     |
| Fagerhult Habo IBK | Fagerhult | Jönköping län        | Habo Arena            | 1 000     |
| FBC Lerum          | Lerum     | Västra Götalands län | Lerum Arena           | 1200      |
| Hovslätts IK       | Hovslätt  | Jönköpings län       | Jönköpings Idrottshus | 1 500     |
| IBK Lund Elit      | Lund      | Skåne län            | Lerbäckshallen        | ca 200    |
| Strängnäs IBK      | Strängnäs | Södermanlands län    | Thomas Arena          | 300       |